# Żegnaj, laleczko
Żegnaj, laleczko (ang. Farewell, My Lovely) – powieść amerykańskiego pisarza Raymonda Chandlera, opublikowana w 1940 (pierwsze polskie wydanie w 1969). Książka ta jest drugą powieścią w której pojawia się postać Marlowe'a.

## Fabuła
Narratorem Żegnaj, laleczko – jak innych powieści Chandlera – jest Philip Marlowe, prywatny detektyw z Los Angeles. Prowadzi on rutynowe śledztwo w jednej z dzielnic miasta. Staje się świadkiem bójki w lokalu dla Murzynów, wywołanej przez Myszkę Malloya, recydywistę niedawno wypuszczonego z więzienia. Myszka szuka Velmy, swojej dziewczyny sprzed lat. Tego samego dnia do Marlowe'a zgłasza się Lindsay Marriott. Potrzebuje ochrony przy niezbyt legalnej transakcji. Po dotarciu na miejsce Marlowe zostaje ogłuszony. Gdy dochodzi do siebie odkrywa, że Marriotta zamordowano.

## Ekranizacje
- Żegnaj, laleczko (1944) z Dickiem Powellem
- Żegnaj, laleczko (1975) z Robertem Mitchumem